# 李紱
李紱（1673年—1750年），字巨來，號穆堂，江西臨川縣城南上橋寺石芝園人，清朝理學家。

## 生平
李紱早年喪父，家貧，自幼聪颖，有神童之譽。科場頗為困頓，二十四歲錄生員，四次鄉試不售。康熙四十七年（1708年）中式戊子科江西鄉試第一名舉人，康熙四十八年（1709年）聯捷進士，選庶吉士，散館授翰林院編修。康熙六十年（1721年），担任会试副考官。有落榜举子聚众闹事，遭御史舒库弹劾，以“隐匿不奏”罪免官，贬至永定河做河工。雍正元年（1723年）正月，李紱被召還原職並署理吏部侍郎，半年後遷任兵部。其間又被派往山東、天津處理漕運事宜。一生為官正直，體恤百姓。雍正二年（1724年）四月，任广西巡抚。雍正四年（1726年）授任直隶总督。不久因劾河南總督田文鏡橫行鄉里，但田文鏡反告李紱与谢济世、蔡珽結黨營私。是年，九阿哥允禟被囚禁在保定，李绂將允禟关押在高墙内，严加看管。不久允禟病死，有谣言说李绂受雍正之命杀害了允禟。李紱曖昧其事，上奏允禟腹瀉，幾天後遽死。李紱被免除直隸總督，改任工部右侍郎。新任直隸總督宜兆熊劾知府曾逢聖、知縣王遊虧空錢糧，此兩人都是李紱所推薦。廣西巡撫奏天河縣發生劫獄案，是李紱在廣西任內未完之案；又有土司羅文剛纠众抗官，也是李紱怠忽所造成。雍正五年（1727年）以營私議罪二十一條，身繫獄中，在獄中整日讀書，縛至刑場，面無懼色；後為雍正所赦。出獄後奉敕主修《八旗通志》、《廣西通志》、《畿輔通志》等。乾隆年間以内阁学士致仕。
李紱學宗陸象山，著《陸子學譜》、《朱子晚年全論》、《陽明學錄》諸書，力圖調和朱陸“尊德性”與“道問學”之說。李紱一生勤於治學，尤通史學，對王安石變法有所辨正，學者蔡上翔寫《王荊公年譜考略》一文多引其說。另著有《春秋一是》、《穆堂類稿、續稿、別稿》。另外他曾經寫過《書辨姦論後》一文，認為北宋時期作者標明蘇洵的《辨姦論》一文，是邵伯溫偽託蘇洵之名而寫的。

## 延伸阅读
[在维基数据编辑]
 《清史稿·卷293》，出自趙爾巽《清史稿》

## 研究書目
- 黃進興著，郝素玲等譯：《李紱與清代陸王學派》（南京：江蘇教育出版社，2009）。
- 黃進興：〈「學案」體裁產生的思想背景──從李紱的《陸子學譜》談起 （页面存档备份，存于）〉。